# Penumbra (banda)
Penumbra es una banda de metal gótico proveniente de Francia y formada en el año 1996. Su música se caracteriza por voces tanto femeninas como masculinas, cantos gregorianos, gaitas y otros elementos no convencionales.

## Historia
La banda fue fundada en 1996 después de que Dorian conoció a Jarlaath en un concierto y al descubrir que los dos tenían muchas ideas parecidas con respecto al metal y otros temas filosóficos, concordaron que había demasiados grupos que empleaban el mismo estilo y que había muy pocos que inspiraron en la música clásica. Los dos decidieron practicar juntos y, poco después se fueron de sus grupos respectivos para formar el grupo Imperatoria.
Alrededor de noviembre de 1996, Imperatoria se separaron. Jarlaath creó una nueva banda conocida como Penumbra. Dorian volvió a unirse a Jarlaath, junto con Herr Rikk y tres otros músicos.

## Miembros

### Actuales
- Jarlaath - Voz, Oboe (1996-presente)
- Agone - Bajo, voz (2001-presente)
- Néo - Guitarra neo (2001-presente)
- Arathelis - Batería (2003-presente)
- Loic - Guitarra (2004-presente)
- Asphodel - Voz (2006-presente)

## Discografía
- Emanate (1999)
- The Last Bewitchment (2002)
- Seclusion (2003)
- Era 4.0 (2015)

### Demos
- Falling Into My Soul (1997)
- Emanate (1997)
- The Last Bewitchment (2001)
- Eerie Shelter (2007)